# Los Algodones
32°42′37.940″N 114°43′52.208″V / 32.71053889°N 114.73116889°V
Los Algodones, officielt Vicente Guerrero, er en lille by i den mexicanske delstat Baja California. Byen befinder sig i kommunen Mexicali, nordøst i delstaten. Byen grænser op til Yuma i Arizona, USA. Folketællinger fra 2005 viser et indbyggertal på 4 021 for Los Algodones.